# Переступая черту
«Переступая черту» — британская кинолента 1990 года режиссёра Дэвида Лиленда. Главные роли в фильме исполняют Кенни Иреланд, Лиам Нисон и Джоанна Уолли-Килмер. Это экранизация произведения Уильям МакИлвэнни «Большой человек».

## Сюжет
Денни Скулар — британский шахтёр, которого уволили с работы. У него жена и двое детей, которых он должен содержать. Денни — здоровый парень, и он готов драться с другим шахтёром на нелегальном боксёрском поединке, устроенном местным богачом. Он выигрывает и получает большие деньги. Так начинается его карьера бойца.
Из-за боксёрских поединков у Денни начинается разлад с женой Бэт. Бывший шахтёр, чтобы сохранить семью, уходит из бокса. Но тот, кто организовывал бои, угрожает и самому Денни, и его семье. Денни собирает своих друзей-земляков из своей британской деревни и готов дать отпор злодею.

## В ролях
- Лиам Нисон — Денни Скулар
- Джоанна Уолли — Бэт Скулар
- Билли Коннолли — Фрэнки
- Иэн Баннен — Мэтт Мейсон
- Джон Битти — отец Бэт
- Аманда Уолкер — мать Бэт
- Джордж Росси — Эдди
- Кенни Айрленд — Тони
- Хью Грант — Гордон
- Морис Роэвз — Кэм Колвин

## Интересные факты
- Фильм снимался в Шотландии
- Фильм имеет и другие названия — «Большой человек», «Переступая черту» (англ. «The Big Man», «Crossing The Line»)
- Фильм был показан впервые 10 октября 1991 года в Германии